# Mesnil-Saint-Laurent
Mesnil-Saint-Laurent é uma comuna francesa na região administrativa de Altos da França, no departamento de Aisne. Estende-se por uma área de 5,45 km². Em 2010 a comuna tinha 494 habitantes (densidade: 90,6 hab./km²).